# Joseph Schrems
Joseph Schrems (* 5. Oktober 1815 in Warmensteinach; † 25. Oktober 1872 in Regensburg) war ein deutscher Priester, Musikforscher, Chordirigent und Kirchenmusiker. Joseph Schrems war von 1839 bis 1871 Domkapellmeister in Regensburg.

## Leben
Schrems wurde in Amberg und Regensburg ausgebildet. Nach seiner Priesterweihe 1838 witkte er als Seelsorger in Hahnbach. Im Dezember 1839 wurde er von Bischof Franz Xaver Schwäbl als Nachfolger von Johann Evangelist Deischer zum Domkapellmeister und Inspektor des Regensburger Singknabenseminars, der Dompräbende berufen. Zunächst widmete sich Schrems, in der Tradition seiner Vorgänger, vor allem der instrumentalen Kirchenmusik. Ab 1853 griff er jedoch vermehrt auf die altklassische Vokalpolyphonie zurück. Regensburg wurde so zu einer Keimzelle der kirchenmusikalischen Erneuerungsbewegung, die als Cäcilianismus bekannt wurde.
Joseph Schrems leitet Mitte des 19. Jahrhunderts mit den Regensburger Domspatzen eine neue Blütezeit des liturgischen Gesanges im Regensburger Dom ein.
Zusammen mit Carl Proske und Johann Georg Mettenleiter wurde Schrems, im Zuge der Übernahme der altrömischen Aufführungsweise der alten Meister, zum Mitbegründer der sogenannten Regensburger Tradition.
Bedeutende Schüler von Joseph Schrems waren unter anderen Michael Haller, Franz Xaver Witt, Friedrich Koenen und Utto Kornmüller.
Schrems setzte Carl Proskes Musica Divina fort und schrieb viele Meisterwerke der Renaissance-Polyphonie für den praktischen Chorgebrauch um. Damit hatte er maßgeblichen Anteil an der Fülle des Musikarchives des Regensburger Doms.